# Nowe Rochowice
Nowe Rochowice est une localité polonaise de la gmina de Bolków, située dans le powiat de Jawor en voïvodie de Basse-Silésie.